# الدوري الإنجليزي الممتاز للسيدات 2014
الدوري الإنجليزي الممتاز للسيدات 2014 (بالإنجليزية: 2014 FA WSL)‏ هو الموسم 4 من الدوري الإنجليزي الممتاز للسيدات. أقيم خلال الفترة 30 مارس 2014 وحتى 12 أكتوبر 2014، وأشرف على تنظيمه الاتحاد الإنجليزي لكرة القدم، وكان عدد الأندية المشاركة فيه 8، وفاز فيه نادي ليفربول لكرة القدم للسيدات.